# Memoria colectiva

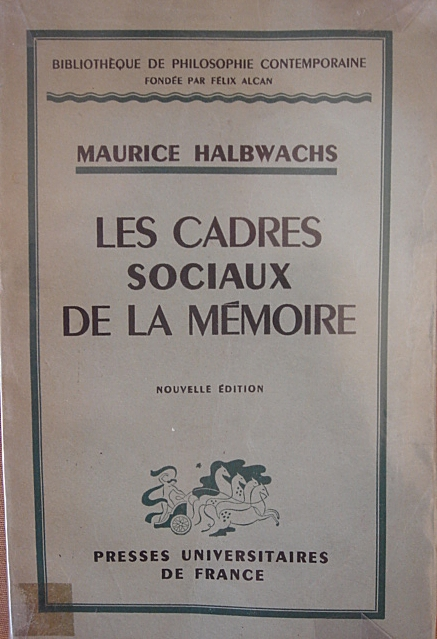
Maurice Halbwachs acuñó el término de memoria colectiva en su obra Les Cadres sociaux de la mémoire.

Memoria colectiva es un término acuñado por el filósofo y sociólogo Maurice Halbwachs que hace referencia a los recuerdos y memorias que atesora y destaca la sociedad en su conjunto. En sus estudios habla de la existencia de una memoria individual que está relacionada directamente a la memoria de grupo encontrándose siempre en constantes cambios. La memoria es siempre social, esto lo indica el hecho de que el recuerdo solo emerge en relación con personas, grupos, lugares o palabras. Así, los marcos sociales de la memoria que determina a partir de estudiar los procesos sociales de memorización colectiva, se componen de combinaciones de imágenes, ideas o conceptos y representaciones. Ella es compartida, transmitida y construida por el grupo o la sociedad. La memoria colectiva está relacionada con fenómenos de opinión pública.  
El debate sobre el término fue tomado por Jan Assmann, quien escribió Das kulturelle Gedächtnis (La memoria cultural). Assmann distingue entre la Memoria cultural y la Memoria comunicativa: mientras que la primera cumple una función de almacenamiento, la segunda realiza la función de una memoria de todos los días que se sitúa en la actualidad.
Intelectuales como Pablo Connerton han ampliado el concepto para incluir al cuerpo humano como un sitio para los procesos colectivos de retención y propagación de la memoria. También son significativos las contribuciones de Pierre Nora en cuanto al rol del lugar y los espacios de memoria compartida (la "lieux de mémoire" que todos vivimos).

## La memoria colectiva y la memorialización

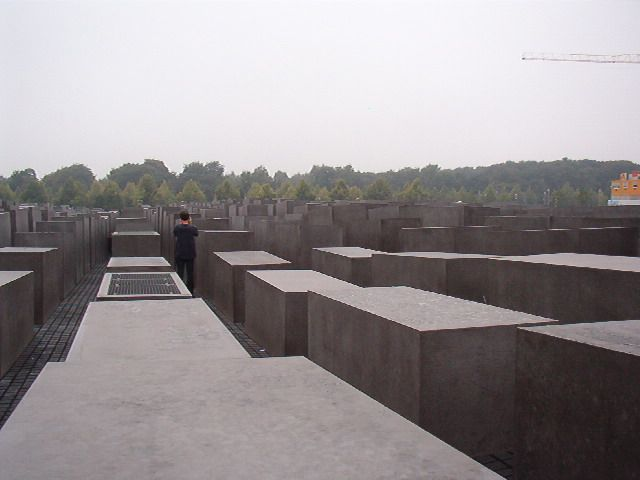
La memoria colectiva de una nación que está representada en gran parte por los monumentos que erige. En la imagen puede verse el Monumento en Berlín que recuerda el Holocausto.

La memoria colectiva de una nación está representada en parte por los monumentos que decide erigir. La memoria pública está consagrada en los monumentos, como por ejemplo desde el monumento que conmemora el Holocausto en Berlín al Monumento a los Veteranos de Vietnam en Washington D. C.. Todo lo que un país elige para honrar la memoria en el monumento físico, o tal vez más significativamente, que eventos no recordar, es un indicador de la memoria colectiva. Generalmente, los aspectos históricos y socioculturales de este tipo de memoria, son tratados como parte de la «cultura del recuerdo», que involucra la conexión de una sociedad con su propio pasado.
La memoria colectiva se sustenta también a través de una producción continua de formas de representación. En nuestra época los medios de comunicación - y tal vez sobre todo durante la última década, de la creciente digitalización - esto genera un flujo de, y producción de memorias de segunda mano (véase, por ejemplo James E. Young). Las narrativas particulares y las imágenes se reproducen y reformulan, pero también se cuestionan e impugnan a través de imágenes nuevas y así sucesivamente. La memoria colectiva de hoy difiere mucho de la memoria colectiva de una cultura oral, donde no existe una técnica de impresión o transporte. Esto contribuyó a la producción de las comunidades imaginadas (véase Benedict Anderson), donde llegamos a compartir un sentido de herencia y puntos en común con muchos seres humanos que nunca se reunieron - como en la manera de que un ciudadano puede sentir una especie de "parentesco" con la gente de su nación, región o ciudad.
El concepto de memoria colectiva, inicialmente desarrollado por Halbwachs, se ha explorado y se expandió desde varios ángulos, algunos de ellos se presentan a continuación.
James E. Young ha introducido la noción de "legado de la memoria" (en oposición a la memoria colectiva), la memoria de marcado de por sí fragmentado, recopiladas y de carácter singular, mientras que Jan Assmann desarrolla la noción de "memoria comunicativa", una variedad de la memoria colectiva basada en la comunicación cotidiana. Este tipo de memoria es similar a los intercambios en una cultura oral o las memorias recogidas (y hechas colectivas) a través de la historia oral. Como otro subformulario de memorias colectivas, Assman menciona formas separadas de todos los días, esto pueden ser especialmente puntos fijos o materializados, como por ejemplo textos y monumentos.
La teoría de la memoria colectiva también se discutió por los residentes de la ex-Hiroshima, y sobrevivientes de la bomba atómica, Kiyoshi Tanimoto, en su gira por los Estados Unidos como un intento de conseguir apoyo y fondos para la reconstrucción de la Iglesia Metodista Memorial en Hiroshima. La teoría de que el uso de la bomba atómica había sido siempre sumar a la memoria colectiva del mundo y servirá en el futuro como una advertencia contra estos dispositivos. Ver la novela de John Hersey: Hiroshima.
La idea también fue discutida más recientemente en La Profecía de Celestino y las novelas posteriores escritas por James Redfield como un proceso continuo que conduce a la trancendencia final de este plano de existencia. La idea de que un desarrollo futurista del inconsciente colectivo y de la memoria colectiva de la sociedad permite un medio con el cual uno puede trascender de la existencia es una idea que se expresa en algunas variantes de las religiones de la Nueva Era.